# 黒部の太陽
『黒部の太陽』（くろべのたいよう）は、木本正次による1964年発表の小説、ならびにこれを原作とする1968年公開の日本映画である。
当時、世紀の難工事と言われた黒部ダム建設の苦闘、特に関電トンネル工事を描いている。
1969年と2009年に制作されたテレビドラマ版については、「黒部の太陽 (テレビドラマ)」を参照。

## 小説
『黒部の太陽』は毎日新聞編集委員であった木本正次の1964年の毎日新聞への連載小説であり、挿絵は土井栄が担当した。同年、毎日新聞社より書籍化される。書籍化の際に数十枚の加筆が行われている。映画の公開に合わせて1967年に講談社より再刊された。

## 映画
劇団民藝の全面協力による、三船プロダクションと石原プロモーションが関西電力と組んで共同制作した。関西電力と熊谷組の下請け・関連企業が大量の前売り券を購入し、巨額の興収をあげた。企業タイアップ映画の先駆けとなった作品である。

### 出演者
関西電力
- 太田垣（社長） - 滝沢修
- 芦原（常務取締役） - 志村喬
- 平田（黒四建設事務所所長） - 佐野周二
- 北川覚（黒四建設事務所次長） - 三船敏郎
- 黒崎（建設部部長） - 芦田伸介
- 吉野（建設部次長） - 岡田英次
- 武本（黒四建設事務所次長） - 信欣三
- 山口（黒四建設事務所土木課長） - 英原穣二
- 大橋（太田垣社長秘書） - 庄司永建
- 千田（黒四建設事務所技師） - 鈴木瑞穂
- 谷村（黒四建設事務所技師） - 水谷貞雄
- 伊藤（黒四建設事務所技師） - 伊藤浩
- 芝田（黒四建設事務所所員） - 小柴隆
- 筈見（黒四建設事務所事務員） - 岸野早百合
- 木村（関西電力社員） - 山本勝
- 瀬山（関西電力第三工区工区長） - 雪岡恵介
- 倉沢（関西電力第三工区工区長代理） - 長尾敏之助

第三工区 熊谷組
- 藤村（熊谷組専務） - 柳永二郎
- 岩岡剛（熊谷組岩岡班） - 石原裕次郎
- 岩岡源三（岩岡の父、岩岡土木社長） - 辰巳柳太郎
- 佐山（岩岡班、岩岡土木幹部） - 玉川伊佐男
- 塚本（熊谷組工事課長） - 山内明
- 安部（岩岡班、岩岡土木幹部） - 下川辰平
- 与一郎（源三の長男、岩岡の兄） - 寺田誠
- 上手（岩岡班労務者） - 草薙幸二郎
- 神田（岩岡班労務者） - 下條正巳
- テツ（岩岡班労務者） - 稲垣隆史
- 川村（岩岡班労務者） - 佐野浅夫
- 田中（岩岡班労務者） - 日野道夫
- ピン（岩岡班労務者） - 岡倉俊彦
- 安部重夫（岩岡班労務者） - 平田重四郎
- 源三にたたかれる労務者 - 田口精一
- 第三工区区長 - 雪丘恵介
- 岩岡班労務者 - 榎木兵衛、武藤章生、大浜詩郎、有村道宏、伊豆見英輔、岩手征四郎、田畑善彦、千代田弘、中平哲仟、晴海勇三

第一工区 間組
- 国木田（間組所長代理） - 加藤武
- 大野（間組工事課長） - 高津住男
- 高橋（間組班労務者） - 牧野義介
- 上條（上條班班長） - 大滝秀治
- 上條班労務者 - 嶺田則夫、熱海弘到、小林亘、島村謙次、二木草之助、根本義幸

第四工区 佐藤工業
- 森（佐藤工業社員） - 宇野重吉
- 賢一（森の息子、佐藤工業作業員） - 寺尾聰
- 小田切（佐藤工業工事課長） - 二谷英明
- 木内（佐藤工業黒四出張所技師） - 長弘
- 高木（佐藤工業黒四出張所技師） - 斉藤雄一
- 竹山（佐藤工業測量技師） - 野村隆
- 徳田（徳田班班長） - 宮崎準
- 徳田班労務者 - 近江大介、小川吉信、肉倉正男、山吉克昌

第五工区 大成建設
- 木原（大成建設大阪支店長） - 宮坂将嘉
- 熊田（大成建設工務部長） - 成瀬昌彦
- 大成建設労務者 - 紀原土耕、露木譲、桝谷一政

北川家
- 由紀（北川の長女） - 樫山文枝
- 牧子（北川の次女） - 日色ともゑ
- 君子（北川の三女） - 川口晶
- 美代（北川の妻） - 高峰三枝子

その他
- きく（森の妻） - 北林谷栄
- 医師 - 内藤武敏
- 田山（地質学者） - 清水将夫
- 記者 - 岡部政明
- 京都の建設事務所の部長 - 伊藤寿章（澤村昌之助）
- 京都の建設事務所の事務員 - 山口仁奈子
- ポッカ頭（荷運びの男） - 山口博義
- ナレーター - 平光淳之助

### データ
1968年2月17日公開
- 興行収入 - 16億円[5]
- 配給収入 - 約7.9億円（1968年の配給収入第1位）[要出典]
- 観客動員数 - 800万人[6]

### スタッフ
- 製作 - 三船敏郎、石原裕次郎
- 企画 - 中井景
- 原作 - 木本正次「黒部の太陽」（毎日新聞連載・講談社刊）
- 監督 - 熊井啓
- 脚本 - 井手雅人、熊井啓
- 音楽 - 黛敏郎
- 撮影 - 金宇満司
- 美術 - 平川透徹、山崎正夫、小林正義
- 照明 - 平田光治
- 録音 - 安田哲男、紅谷愃一
- 編集 - 丹治睦夫
- 助監督 - 片桐直樹
- 音響効果 - 杉崎友治郎、橋本正二（日活効果）
- 色彩計測 - 宮崎秀雄
- 製作担当者 - 知久秀男
- 製作補 - 銭谷功、小林正彦
- ナレーター - 平光淳之助
- 現像 - 東洋現像所
- 特別技術指導 - 熊谷組、笹島建設
- 宣伝 - 日本芸能企画
- 配給 - 日活株式会社
- 三船プロダクション = 石原プロモーション共同作品
- 協力 - 関西電力、間組、鹿島建設、熊谷組、佐藤工業、大成建設、ブルトーザー工事、日本国土開発、朝日ヘリコプター、小松製作所、愛知県豊川市

### 使用されたクラシックの楽曲
- 「夜想曲第9番 ロ長調 Op.32-1」（フレデリック・ショパン）
- 「美しく青きドナウ」（ヨハン・シュトラウス2世）

### 製作発表から製作開始まで
1962年に日活から独立し制作プロダクションを設立した石原裕次郎は、五社協定の枠に苦しめられ、「自分で映画を作る」という当初の目標が揺らいでいた。1963年には独立後の第1弾として、映画監督の市川崑とタッグを組み海洋冒険家の堀江謙一をモデルとした映画『太平洋ひとりぼっち』を公開し第14回ブルーリボン賞企画賞、芸術祭賞等を獲得し高く評価されたものの、興行面では失敗に終わった。
1964年、同じく東宝から独立し自身を社長とする制作プロダクションを設立していた三船敏郎と石原裕次郎の2人が会見し、三船プロ・石原プロの共作で映画化すると発表した。しかし実現までには間隔が空いた。
日活との問題に加え、当時、石原プロの元にはスタッフ・キャスティングに必要な人件費が500万円しか無かった。石原裕次郎はこの500万円を手に、劇団民藝の主宰者であり、俳優界の大御所である宇野重吉を訪ね、協力を依頼した。宇野は民藝として全面協力することを約束し、宇野を含めた民藝の所属俳優、スタッフ、必要な装置などを提供。以降、裕次郎は宇野を恩人として慕うようになった。
また、制作に当たって映画会社から関西電力に対して圧力が掛かっていたが、これについては石原裕次郎と直接会った当時の社長が、石原裕次郎の映画制作への気持ちを汲み、圧力に屈するどころか、全面協力をしたとされている。そして、三船敏郎は製作にもっとも強く反対していた日活の堀久作社長に直々に交渉し、「関西電力が映画の前売り券100万枚の販売を保証しているが、配給は日活でどうか」ともちかけたことで、堀社長は裕次郎出演を認める方向へ方針を変えた。
1966年、再び三船と裕次郎が会見を開き、毎日新聞で連載されていた『黒部の太陽』を映画化すると発表した。

### 製作から公開まで
映画製作には莫大な資金が必要で、大掛かりな撮影となった。
トンネル工事のシーンが多く、再現セットは愛知県豊川市の熊谷組の工場内に作成された。切羽（トンネル掘削の最先端箇所）の奥から多量の水が噴出する様を再現する420トンの水タンクもあり、見せ場であったが、出水事故があり石原裕次郎他数人が負傷した。出水事故の原因は、撮影が1日遅れたことにより、水タンクから出た水を一旦溜め置く切羽のコンクリートの硬度が増したために、切羽が想定以上の大量の水を溜めてしまい、その後壊れて一気に水が流れ出たことである。水槽のゲートが開かれると10秒で420トンの水が流れ出し、役者もスタッフも本気で逃げた。水が噴出する直前に三船は大声で「でかいぞ」と叫び、裕次郎らと走る必死の姿をカメラが捕らえており、撮影は成功した。監督の熊井は、もし三船が恐怖のあまり立ちすくんでいたら撮影も失敗して死傷者も出たかもしれないと回想している。大洪水の中でも仁王立ちとなって演技をした三船の姿が、30年以上たった今も瞼に焼き付いていると語った。
オープンセットがトタン張りであったため、照明機材の熱も入りセット内は蒸し風呂のように暑く、岩岡班労務者を演じた大浜詩郎は撮影期間中は連日点滴を打ちながら撮影に臨んでいた。大浜は後年のインタビューで「まだ若かったから乗り切ることが出来た。本作の苦労を思えばどんな撮影も辛くない」と述べている。1年以上の撮影期間を経て、1968年2月に公開された。

### 影響
企業タイアップである本作の大成功により、"ヤナギの下にはドジョウが何匹もいる"と信じて疑わない日本の映画会社は、大会社や会員組織を持った化粧品会社等に話を持ち掛けた。当時不振が続いていた東宝は、当時で従業員30数万人、関連企業を合わせればその倍といわれ、"組織の三菱"と結束のかたさで鳴る大三菱にタイアップを働きかけ、東宝の田中友幸プロデューサーが、万博の三菱未来館の総合プロデュースを担当したのが縁で、三菱の創始者・岩崎弥太郎の一代記を描く『土佐の暴れん坊』（『商魂一代 天下の暴れん坊』）の製作を決めた。三菱サイドとしても当時は一般には全くの無名で、三菱社員でも昭和生まれはほとんど知らない創始者を知ってもらい、消費者に親近感を持たせたいと利が一致した。製作費1億2,000万円のうち、三菱が7,000万円を出資した。前売り券の窓口を田実渉三菱銀行頭取に依頼し万全の体制を敷いた。東映は当時、映画製作興行が絶好調で、あえて企業タイアップ映画を作る必要はなかったが、鹿島守之助鹿島建設会長が本作製作にもかんでいたことに刺激を受けて企業タイアップ映画に意欲を燃やし、劇場建設で付き合いのあった東映に話を持ちかけ、『超高層のあけぼの』を製作した。前売り券は鹿島建設が150万枚を全て引き取り、売上の上では大ヒットを記録したが、劇場はガラガラだったといわれる。他の映画会社の企業タイアップ映画としては、現代映画社と日本航空の『さらば夏の光よ』、日活（真珠舎プロ）と日本水産の『荒い海』、東宝と東芝商事の『若者よ挑戦せよ』、石原プロと日産自動車の『栄光への5000キロ』が製作された。映画会社としては製作費が安上がりで済む上に大ヒットとなれば申し分なく、何とか不況を打開しようという映画界にとっては恵の雨で、一時的に流行した。

### テレビ放映・ソフト状況
1968年キネマ旬報ベストテン4位。後に文部省の推薦映画に選ばれており、当時小学生だった人の中には、この映画を学校の校外学習で見たという人も多い。
テレビでは、1979年10月8日（月曜日）にテレビ朝日系で『秋の特別ロードショー』（20:02 - 22:48）として放送された。ただし、これは短縮バージョンであった。予告編が2007年に『NHKスペシャル・石原裕次郎、没後20年〜裕さんへのラブレター〜』にて初めてテレビ公開された。また、予告編は『サライ』（小学館）の2007年8月16日号の特別付録DVDに『狂った果実』『太平洋ひとりぼっち』の予告編とともに収録されている。
生前の石原裕次郎自身が「こういった作品は映画館の大迫力の画面・音声で見て欲しい」と言い残したという理由から、長年ビデオソフト化されていなかった。しかし、2012年ごろまでは、当初は石原裕次郎が主張していた映画館などでのスクリーン上映もほとんど行われておらず、裕次郎13回忌など、石原プロが関係するイベントで散発的な上映に留まっており、事実上封印作品のようになっていた。2013年1月頃から、ノーカット版の上映を行う映画館がいくつか現れている。原作者の木本の地元である徳島県では、最後まで残った単独映画館の徳島ホールにおける最終演目に本作のノーカット完全版が選出され、当時のフィルムをそのまま用いて上映していた。
2012年1月の石原プロモーション新年会にて、石原プロモーション会長の石原まき子が、「東日本大震災復興支援を目的として、『黒部の太陽』を全国各所でスクリーン上映する」ことを発表した。また、同年3月17日にはNHK BSプレミアムにて2時間20分の海外用短縮版がテレビ放送された。これは33年ぶりのテレビ放送であり、ハイビジョン放送は初のことである。石原プロモーション創立50周年を迎える2013年3月には、ポニーキャニオンよりBlu-rayとDVDが発売された（詳しくは#ビデオグラムを参照）。
2014年3月8日、BS日テレにてテレビでは初めて「ノーカット完全版」が放送された（CMあり）。また同年12月20日にはCSのチャンネルNECOにおいてもノーカット・CMなしで放送された。そして、石原プロの「解散式」の約1か月半後の2021年3月1日には、NHK BSプレミアムでノーカット完全版が13:00 - 16:17にかけて放送されている。
スタッフロールで流れるキャスト一覧は、通常の主役・脇役・端役の順ではなく、五十音順に並んでいる。これは2009年のテレビドラマ版も同様である。
2018年4月8日には、朝日新聞出版から発売されているDVDマガジンシリーズ「DVDコレクション 石原裕次郎シアター」から本作が発売された。
2021年の石原プロモーション解散に伴い、版権は石原音楽出版社に移管されている。

## テレビドラマ版
1969年8月3日から10月12日（日曜21:30 - 22:26）に日本テレビ系列で放送された全11回の連続ドラマと、フジテレビ開局50周年記念ドラマとして2009年3月21日・22日の2夜連続放送のスペシャルドラマがある。

## 舞台劇・黒部の太陽
『黒部の太陽』の舞台となった関電トンネル開通50周年と映画上映40周年を記念して舞台化され、2008年10月6日から26日に梅田芸術劇場メインホールで公演された。
実際に関電トンネルの工事を担当した関西電力と熊谷組が支援、映画を製作した石原プロモーション・三船プロダクションが全面協力している。
主演は中村獅童、神田正輝、出演は大地康雄、勝野洋、ベンガル、月影瞳、宮川一朗太、石井智也、妹尾和夫（特別出演）。
この舞台化には、梅田芸術劇場の岡田正行プロデューサーが石原プロ側を口説き落とし、ようやく実現させたという。関連して、12月8日には梅田芸術劇場でオリジナル版映画がノーカットで上映された。完全ノーカットの劇場公開は40年ぶりと言われる。

## 舞台劇・龍の伝説
2003年5月19日から5月28日に、平成15年文学座3月公演として、『龍の伝説』が上演された。これは木本正次の『黒部の太陽』を原案として、文学座の座付き作家の得丸伸二が作・演出したものである。

## 漫画版
- 『週刊少年マガジン』（講談社）1968年1月14日号から、作画・横山まさみちによるコミカライズ版が連載された（単行本全1巻）。
- 『週刊少年ジャンプ』（集英社）1982年51号から1983年5/6合併号まで連載された弓一人による漫画『黒部秘境物語 破砕帯をぬけ』は当作品を原案としてクレジットした作品である[27]。

## 関連書籍
- 木本正次『黒部の太陽 日本人の記録』毎日新聞社、1964年1月1日。ASIN B000JAEXIG。
  - 木本正次『黒部の太陽』信濃毎日新聞、1998年6月1日。ISBN 978-4-7840-9216-1。 - 上記の文庫版。
  - 木本正次『黒部の太陽』（新装版）新潮社、2009年2月1日。ISBN 978-4103324027。 - 上記の新装版。
- 熊井啓『黒部の太陽 ミフネと裕次郎』新潮社、2005年2月19日。ISBN 978-4104746019。
  - 熊井啓『映画「黒部の太陽」全記録』新潮社〈新潮文庫〉、2009年1月28日。ISBN 978-4101369518。 - 上記を改題した文庫版。

## ビデオグラム
- “黒部の太陽 【特別版】Blu-ray PCXP.50128”. ポニーキャニオン. 2021年3月1日閲覧。  - EAN 4988013326163
- “黒部の太陽 【通常版】Blu-ray PCXP.50129”. ポニーキャニオン. 2021年3月1日閲覧。  - EAN 4988013326262
- “黒部の太陽 【特別版】 DVD PCBP.52939”. ポニーキャニオン. 2021年3月1日閲覧。  - EAN 4988013326361
- “黒部の太陽 【通常版】 DVD PCBP.52940”. ポニーキャニオン. 2021年3月1日閲覧。  - EAN 4988013326460